# Емблема Кувейту
Герб Кувейту — один з державних символів Кувейту, був прийнятий в 1963.

## Опис
Представляє із себе круглий щит, у центрі якого зображений бум (характерний для Катару вид арабського вітрильного дау) з прапором Кувейту на тлі білих хмар і блакитного неба й біло-блакитних хвиль. Над кораблем зображена біла стрічка, на якій чорним шрифтом написана назва держави (араб. الكويت دولة). Обрамляє герб зображення золотого сокола, на грудях якого розташований геральдичний щит кольором державного прапора Кувейту.
Дау, як символ морських традицій жителів Перської затоки, можна знайти також на гербах Катару і Об'єднаних Арабських Еміратів. Сокіл — символ племені пророка Мухаммеда.